# San Pietro in Guarano
San Pietro in Guarano est une commune de la province de Cosenza, dans la région de Calabre, en Italie.

## Administration
| Période                                  | Période  | Identité       | Étiquette | Qualité |
| ---------------------------------------- | -------- | -------------- | --------- | ------- |
| 2009                                     | En cours | Francesco Acri |           |         |
| Les données manquantes sont à compléter. |          |                |           |         |

### Communes limitrophes
Castiglione Cosentino, Celico, Lappano, Rende (Italie), Rose (Italie), Rovito, Zumpano